# Batalla del Mionès (190 aC)
La batalla de Mionessos es va lliurar l'any 190 aC, durant la guerra Romano-Síria entre Roma i Antíoc III el Gran.
La batalla es va lliurar entre la flota de l'Imperi Selèucida i la marina romana que tenia com a aliada la flota de Rodes. Luci Emili Regil, pretor aquell any, dirigia la flota romana i als selèucides els dirigia Polixènides.
Polixènides va atacar els romans que havien sortit a la mar des del port de sota el promontori de Mionès, i els romans i els rodis van resistir un primer assalt i es van situar en ordre de batalla. La flota ròdia va situar-se al flanc drt dels romans, evitant que Polixènides els pogués rodejar, i es va haver de retirar quan ja havia perdut la meitat de la seva flota, 42 naus, i va marxar amb la resta cap a Efes. La victòria va facilitar el domini de la mar Egea per part dels romans. Emili Règul va obtenir un triomf per aquesta batalla al tornar a Roma l'any 189 aC.